# Откровение Иоанна Богослова, 15

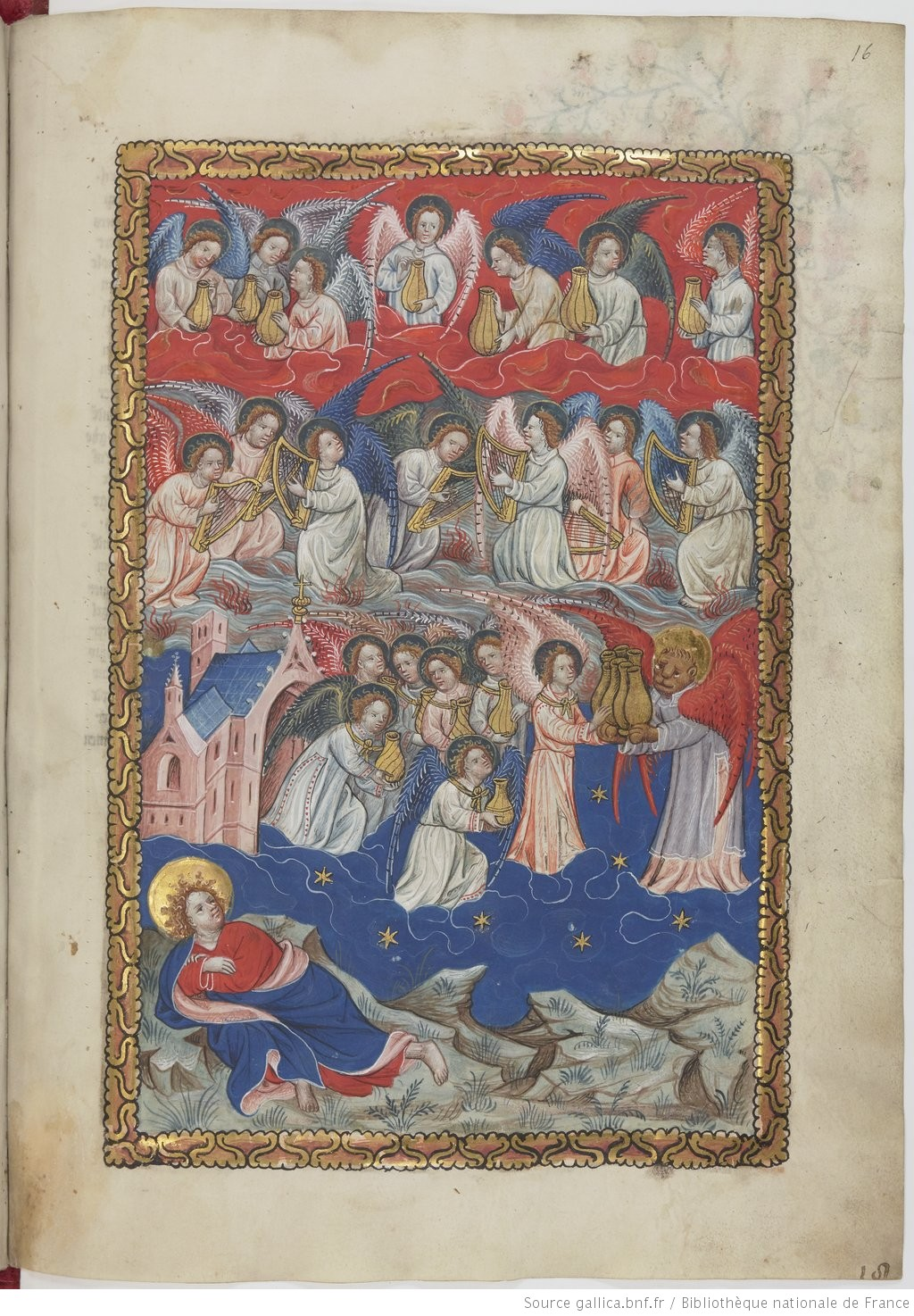

Откровение Иоанна Богослова, Глава 15 — пятнадцатая глава Книги Апокалипсиса (15:1—8), в которой ангелы получают 7 чаш гнева Божьего. Самая короткая глава в книге.

## Структура
- 7 Ангелов с последними язвами (1)
- Песнь (2-4)
- Получение 7 чаш с гневом божьим (5-8)

## Содержание
На небе появляются 7 ангелов с 7 «последними язвами», которыми «оканчивалась ярость Божия». На стеклянном море стоят победившие «зверя и образ его, и начертание его и число имени его». Держа гусли, они поют песнь Моисея и песнь Агнца.
После этого на небе открывается Храм, из которого выходят 7 ангелов с язвами. Одно из четырех животных дает им 7 чаш, наполненных «гневом Бога». После этого Храм наполняется дымом.

### Упомянуты
- Семь последних язв
- Стеклянное море
- Семь ангелов-мстителей
- Семь чаш гнева Божьего

## Толкование
«7 последние язвы» у Ангелов — это аналоги казней египетских, приходящие на этот раз на империю — царство зверя. Этими последними казнями заканчивается ярость Божья. В главе изображена Церковь, торжествующая на небесах, несмотря на то, что на земле она претерпевает гонения (зверя на святых в предыдущих главах). «Стеклянное море, смешанное с огнем» — обозначение небосвода, сверкающей звездами вселенной. Песнь Моисея, которую поют верующие — песнь избавления, искупления и небесной защиты после Чермного моря (прохождение через его воды — прообраз крещения). Хотя иерусалимский Храм лежит в развалинах, истинное богослужение не прекратилось — в Храме на небесах. Священников-левитов при скинии свидетельства больше нет — только служители — ангелы в священнических одеждах. Ангелы имеют в руках чаши гнева, и совершив курение (жертвоприношение), они выливают на землю чаши правды, которые при соприкосновении с землей превращаются в гнев. Дым, который наполняет небесный Храм — аналог того облака, которое наполняло земной Храм как знак того, что в нем присутствует Господь.
Верующие, которые поют, стоя на стеклянном море — это принявшие мученическую смерть за Христа. Их песнь составлена из цитат Ветхого Завета из различных мест. В тексте написано «скиния откровения», так что, судя по подбору слов, Иоанн имеет в виду древнюю скинию, стоявшую в пустыне, а не Иерусалимский Храм. Ссылка на скинию в пустыне, где хранился записанный на скрижалях Закон Божий (Второй Иерусалимский храм, в отличие от Храма Соломона, не имел их, они были утеряны ранее) комментаторами воспринимается как аллюзия на Закон Божий, говорящая о неотвратимости наказания за нарушения заповедей Закона Божьего.